# Łężyny
Łężyny est une localité polonaise de la gmina de Nowy Żmigród, située dans le powiat de Jasło en voïvodie des Basses-Carpates.